# 垂井一里塚
垂井一里塚（たるいいちりづか）は、岐阜県不破郡垂井町にある一里塚である。

## 概要
中山道沿いに設置され、日本橋から112里にある。南側の1基のみが現存している。中山道の一里塚で国の史跡に指定されている2件のうちの1つである（他の1件は志村一里塚）。一里塚の整備以前に行われた関ヶ原の戦いでは、この場所に浅野幸長が陣をかまえた。

## 歴史
- 1604年（慶長9年）‐ 徳川家康の命で作られる。
- 1930年（昭和5年）10月3日 ‐ 国の史跡に指定される[1]。

## 周辺
- 朝倉運動公園
- 真禅院
- 春王・安王の墓
- 山内一豊陣跡
- 池田輝政陣跡
- 吉川広家陣跡

## アクセス

### 公共交通機関
- JR東海道本線 垂井駅下車、南口より徒歩で約30分。
- 垂井駅より垂井町巡回バス （垂井・宮代・表佐線）に乗車し「一里塚前」停留所で下車。

### 車
名神高速道路
- 関ヶ原ICより約7分。
- 大垣ICより約25分。

東海環状自動車道
- 大垣西ICより約14分。